# ريم كولهاس

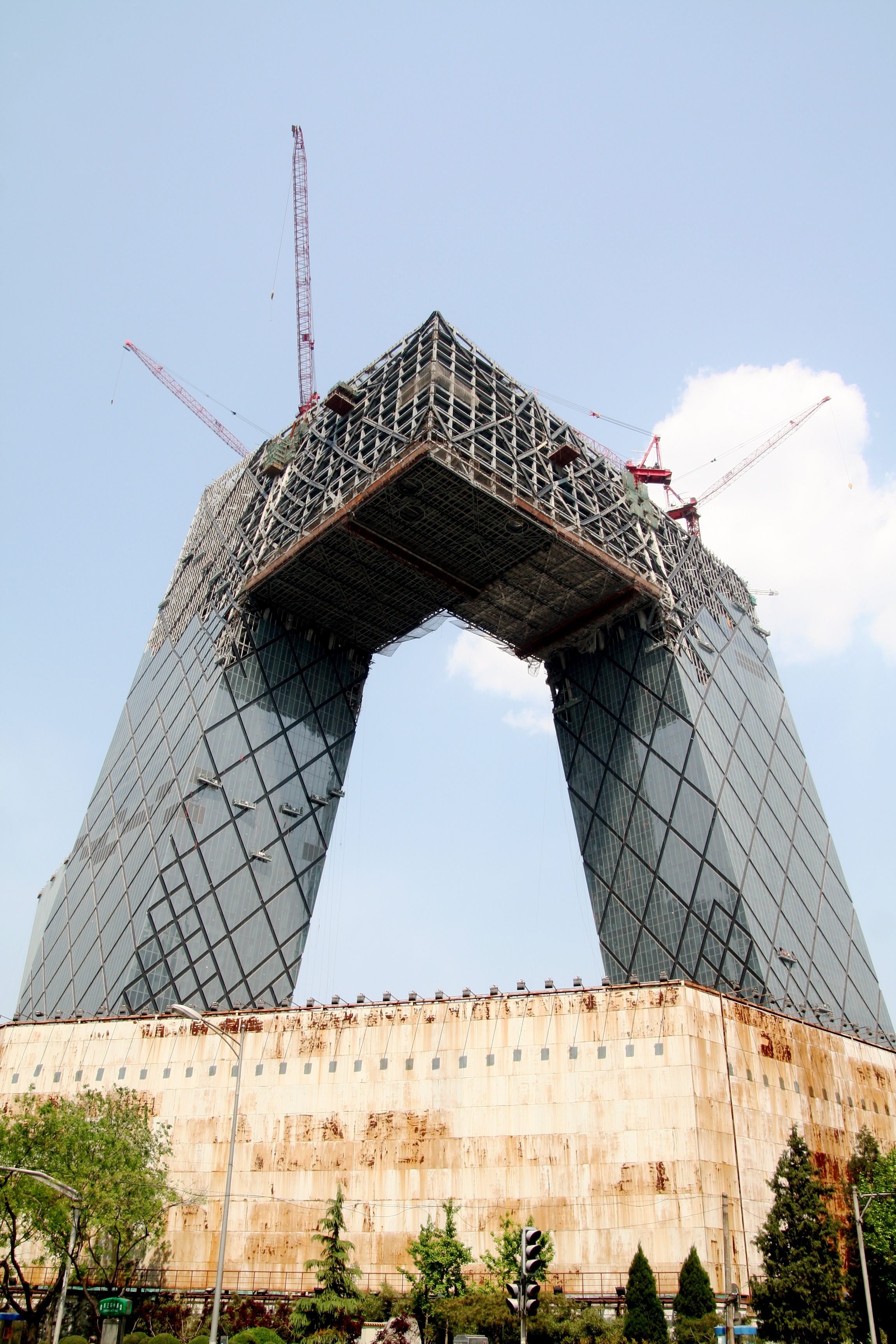
مقر تلفزيون الصين المركزي، بكين، تحت الإنشاء

ريم كولهاس (بالهولندية: Rem Koolhaas)‏ أو ريمينت لوكاس كولهاس، هو معماري ومفكر وعمراني هولندي ولد في 17 نوفمبر 1944 , يعمل حاليا أستاذا للعمارة والتصميم الحضري بكلية الدراسات العليا بجامعة هارفارد الأمريكية.
درس كولهاس في الأكاديمية الهولندية للسينما والتلفزيون في أمستردام Netherlands Film and Television Academy , ثم التحق في سن الثامنة عشر بالعمل في إحدى الجرائد الهولندية المحلية كمحرر لباب العمارة والفنون وهو ما أتاح له التعرف على العديد من الفنانين والمعماريين الهولنديين كـ «سيدريك برايس» Cedric Price و «كونستان نوفهوس» Constant Nieuwenhuys اللذان أثرا على مسيرته المهنية فيما بعد.
قرر بعدها كولهاس أن يصبح معمارياً، فالتحق بمدرسة العمارة التابعة للرابطة المعمارية Architectual Association في لندن بالمملكة المتحدة، ثم انتقل بعد ذلك للولايات المتحدة ليكمل دراسته هناك في جامعة كورنيل Cornell University في إيتاكا بمدينة نيويورك.
أسس كولهاس مكتب العمارة الحضرية Office of Metropolitan Architecture المعروف اختصارا باسم OMA بالإضافة إلى قسمه النظري المعروف باسم AMO , ويقع الفرع الرئيسي للمكتب بقسميه في روتردام الهولندية، كما أسس كولهاس بالتعاون مع الناقد والكاتب المعماري الشهير مارك ويجلي Mark Wigley والمعماري والكاتب Ole Bouman مجلة فوليوم الشهيرة Volume Magazine التي تعد أحد أهم مجلات العمارة الحديثة وأبرزها أثرا على ساحة النقد المعماري.
منح كولهاس قلادة الـ بريتزكر Pritzker عام 2000 , وهي أرفع وسام يمنح لمعماري في العالم، وفي عام 2008 اعتبرته مجلة التايم الأمريكية من أهم مائة شخصية في العالم لذلك العام.

## النشأة
ولد ريم كولهاس في 17 نوفمبر عام 1944 في مدينةروتردام الهولندية، لأبيه «أنطون كولهاس» (Anton Koolhaas (1912 - 1992 وأمه «سيلينده بيترتيه روزنبرج» (- 1920) Selinde Pietertje Roosenburg . عملت أمه مصممة ديكور مسرحي بينما اشتغل أبوه بالكتابة الروائية والنقد السينيمائي. من الجدير بالذكر أن كولهاس الأب كتب سيناريو لفيلمين تسجيليين من إخراج بيرت هانسترا رشحا لجائرة أكاديمية الفيلم الأمريكي قسم الأفلام التسجيلية، كما منح جائزة الدب الذهبي عن فيلم قصير. جده لأمه ديرك روزنبرج (1887 - 1962) كان معماريا حداثيا، عمل لدى المعماري الهولندي الأشهر هندريك بيتروس بيرلاخه قبل أن يبدأ بالعمل في مكتبه الخاص.
لدى ريم كولهاس أخ هو توماس كولهاس وأخت هي أنابيل كولهاس، وعاشت عائلة كولهاس في روتردام (حتى 1946) ثم انتقلت في أعقاب الحرب العالمية الثانية إلى أمستردام (بين 1946 - 1952) ثم إلى جاكرتا عاصمة إندونيسيا التي كانت قد تحررت توا من الاحتلال الهولندي آنذاك (بين 1952 - 1955) ثم عادت العائلة إلى أمستردام في عام 1955 .
و قد ساند كولهاس الأب حركات التحرر من الاستعمار الهولندي في إندونيسيا من خلال مقالاته التي كانت سببا في دعوته إلى إدارة برنامج ثقافي في إندونيسيا ما بعد الاستعمار، وهو ما دفع العائلة للانتقال للعيش في جاكرتا إبان هذه الفترة. ويتذكر ريم كولهاس هذه الفترة فيقول «لقد كانت فترة مهمة جدا في عمري، لقد عشت كطفل آسيوي بشكل كامل»

## السيرة المهنية
درس ريم كولهاس كتابة السيناريو في الأكاديمية الهولندية للسينما والتلفزيون في أمستردام، واشترك بعد تخرجه في كتابه فيلم «العبد الأبيض» The White Slave عام 1969 أحد الأفلام الـ film noir , وهي حركة سينيمائية كانت رائجة في ذلك الوقت تتميز بالحركة الحرة للكاميرا والسياق البصري الثري والبنية الدرامية المركبة المليئة بالعنف والجريمة والجنس. وعمل كولهاس لاحقا مع المخرج الأمريكي رأس ماير أشهر مخرجي أفلام الإباحية المخففة، إلا أن الفيلم الذي كتبه له لم يكتب له الظهور إلى النور.
بعدها انجذب كولهاس للكتابة الصحفية، وعمل في جريدة الهاجزه بوست Haagse Post وساعده على ذلك المناخ المفكك بيروقراطيا لهولندا ما بعد الحرب، لم يلبث كولهاس في عمله الصحفي كثيرا قبل أن ينتقل عام 1968 إلى لندن لدراسة العمارة في مدرسة العمارة التابعة للرابطة المعمارية Architectual Association , ثم التحق بعدها بجامعة كورنيل في نيويورك عام 1972 ليكمل دراسته هناك.
جذب كولهاس انتباه النقاد والوسط المعماري مع افتتاح مكتبه الخاص «مكتب العمارة الحضرية» Office for Metropolitan Architecture , الذي أسسه عام 1975 بالتعاون مع المعماري اليوناني الشهير إيليا زينيليس وزوجته زوي زينيليس وبمشاركة الفنانة الهولندية ماديلون فريزندورب (زوجة كولهاس) واتخذ المكتب مقره الأولي في مدينة لندن، والتحق بالمكتب بعد ذلك أحد تلامذة كولهاس في الرابطة المعمارية زها حديد، التي أصبحت فيما بعد معمارية شهيرة هي الأخرى.
و يظهر اختلاف كولهاس منذ أعماله المبكرة مع مكتبه في بينالي فينسيا عام 1980 , الذي قام بتنظيمه المعماري الإيطالي باولو بورتوغيسي تحت عنوان «وجود الماضي» Presence of the Past , حيث كان لزاما على كل معماري مشارك في البينالي أن يصمم الجناح الخاص به كجزء من واجهة تاريخية مصطنعة لشارع افتراضي يمر خلال البينالي. وجاء جناح كولهاس ومكتبه الاستثناء الوحيد، حيث انخرطت معظم المكاتب المشاركة في تصميم واجهات تتسق مع نسق عمارة ما بعد الحداثة التي كانت رائجة في أواخر السبعينات والتي تستقي مفرداتها من الماضي، بينما جاء جناح كولهاس حداثيا ومتفردا عما حوله.
يعد أيضا مشروع كولهاس لحديقة «بارك دو لا فييت» parc de la villette في باريس عام 1982 أحد المشروعات المبكرة له التي استقبلها النقاد بشكل إيجابي على الرغم أنه لم يبن قط، كذلك مشروع السكن الخاص بالرئيس الأيرلندي عام 1981 .
و يعد أول مشروع كبير قام كولهاس ومكتبه بتصميمه وتنفيذه بالكامل هو مشروع الكونستهال (المركز الفني) في روتردام عام 1992 , الذي حاول فيه أن يفعل استنتاجاته التي توصل إليها في كتابه الشهير Delirious New York الذي قام بكتابته خلال السنوات التي قضاها باحثا في جامعة كورنيل في نيويورك تحت إشراف بيتر أيزنمان.
و من الجدير بالذكر أنه على الرغم من أن كولهاس كرس جزءا كبيرا من أبحاثه النظرية الأولى في السبعينيات للتنظير للمدينة الأمريكية في نموذجها الأكثر تشويقا وهو منطقة مانهاتن في نيويورك، إلا أنه لم يسند له أي عمل في نيويورك إلا عام 2006 حين كلفه المطور العقاري لويس دوبين بوضع تصميم للقطعة 111 في الشارع الأول بمنطقة جيرسي سيتي في مانهاتن.
و تقديرا لدوره ولأهميته في المشهد الثقافي الأوروبي، دعي كولهاس في أكتوبر عام 2008 ليكون عضوا ضمن مجموعة «حكماء الاتحاد الأوروبي» بقيادة رئيس الوزراء الإسباني الأسبق فيليب جونزاليس لوضع تصورات لمستقبل الاتحاد الأوروبي فيما يخص الثقافة والهوية الأوروبية، وتضمنت المجموعة شخصيات هامة مثل جورما أوليلا Jorma Ollila رئيس مجلس إدارة شركة نوكيا العالمية ومستشار الاتحاد الأوروبي الأسبق ماريو مونتي Mario Monti , ورئيس بولندا الأسبق ليش فاليسا Lech Wałęsa .

### Delirious New York
هو أحد أهم الكتب التي كتبها كولهاس، ويعد نقطة البداية نظريا لمستقبل مهني حافل.
و يحتفي كولهاس في الكتاب بطبيعة مدينة نيويورك «الاعتباطية» التي تكسب المدينة طابعها الحيوي، إذ يقول عنها «للمدينة آلية إدمانية، لا فكاك منها», وتعلق آنا كلينجمان «عرف كولهاس المدينة على أنها تجمع لنقاط حمراء ساخنة», وقد أقر كولهاس نفسه أن هذا الأسلوب في التعرف إلى المدينة كان متعارفا عليه ومورس قبل ذلك بين معماريي حركة «الميتابوليزم» اليابانية في أواخر الستينيات وأوائل السبعينيات.
و يعد أسلوب تمحيص "برنامج المشروع" أحد الأفكار الأساسية التي تم تناولها في الكتاب، فمنذ بدء حركة الحداثة في العمارة و "البرنامج" - باعتباره صيغة مكتوبة لأنشطة الإنسان - يتم استخدامه كأداة لتبرير الشكل في التصميم، وهو ما يمكن تلخيصه في عبارة لويس سوليفان الشهيرة في بداية القرن العشرين " الشكل يتبع الوظيفة". وهي أحد الأفكار التي تم دراستها بعمق في "هذيان نيويورك" Delirious New York " على وجه الدقة لتحليل تصميم ناطحات السحاب في منطقة مانهاتن بمدينة نيويورك، وتوصل كولهاس لطريقة أطلق عليها "البرمجة المختلطة" cross-programming وهي طريقة يمكن من خلالها إدخال وظائف غير تقليدية وغير متوقعة على فراغات برماجها معروفة مسبقا: مثلا: إدخال تراك لرياضة الجري في داخل ناطحة السحاب، أو كما حاول كولهاس في عام 2003 فعليا إدماج مستشفى للمشردين في داخل مبنى المكتبة المركزية الشهير الذي صممه في سياتل - لم تلق الفكرة تأييد من المسؤولين عن المكتبة -

### S,M,L,XL
هو ثاني محطات كولهاس الفكرية، وربما أهمها على الإطلاق، أصدره بالتعاون مع بروس ماو، جينيفير زيجلر، وهانز فيرلمان عام 1995 , ويقع في 1376 صفحة تتضمن مقالات ومذكرات ونظريات وحكايات حقيقية وأدبية وتأملات من رحلته الطويلة التي بدأت في السبعينيات. يعد هذا الكتاب نقطة تحول بين الكتب المعمارية على وجه العموم، وتلته كتب معمارية تحذو حذوه وتتبع نفس طريقة عرضه، وهي طريقة يختلط فيها النص والصورة في مزيج نقدي كثيف ومعقد يستدعي للتأمل قبل القراءة.
و على الرغم من أن معظم المشروعات في الكتاب لم تبنى، إلا أن الكتاب يعد أكبر مرجع لما يمكن أن يطلق عليه الـ "Manhattanism", ويتميز الكتاب بهوامشه الفريدة التي حررتها جينيفر زيجلر، التي ساهمت في تحرير الكتاب ككل أيضا، وتتضمن تلك الهوامش تعريفات غير تقليدية لعدد كبير من الأفكار والمصطلحات مرتبة أبجديا فيما يشبه القاموس.
و لربما يمكن القول أن الفكرة الجديدة التي حاول كولهاس طرحها في هذا الكتاب كانت فكرة الـ "Bigness" والتي يمكن ترجمتها بالعربية لـ الضخامة، حيث توصل كولهاس أن طبيعة المشروعات بعد تخطيها لحاجز حجمي معين، يصعب مراعاة المباديء التقليدية في العمارة كالتركيب والتناسب والقياس والتفصيل composition, scale, proportion, detail , وقد اتضح هذا في تصميمه لمجمع يوراليل Euralilleفي فرنسا بين أعوام 1990 و 1994 ويتضمن المشروع إعادة إحياء مدينة ليل Lille الفرنسية بسبب مرور خط قطار لندن - باريس عبرها، من خلال إنشاء مركزا تجاريا وعدد من الفنادق والأبراج السكنية ومركزا للمؤتمرات.
بعد الانتهاء من المشروع، نشر كولهاس أحد المقالات - نشر لاحقا في كتاب Generic City - علق فيها على تصميم المشروع بأن أفكارا كالهوية والشارع وحتى العمارة ذاتها أصبحت من الماضي في قوله «استريحوا، لقد انتهت قصة المدينة، يمكننا أن نغادر خشبة المسرح الآن»
جاءت أعمال كولهاس الفكرية التالية نتاجا للأبحاث التي أشرف عليها من خلال منصبه كأستاذ في جامعة هارفارد، في «مشروع المدينة», يعد أول كتاب نشر له بعد عمله في هارفارد هو كتاب «الطفرات» Mutations ويقع في 720 صفحة، تلاه دليل هارفارد للتسوق (2002)، والقفزة الكبرى إلى الأمام (2002) The Great Leap Forward .
الكتب الثلاثة اشتملت على تحليلات وأبحاث أجراها طلبة كولهاس أثناء دراستهم على ما يعتبره الآخرون «غير-مدن» non-cities وويقصد بها مساحات العمران التي تنشأ وتنتشر عشوائيا كالقرى ولكن لها خصائص المدن مثل لاغوس في نيجيريا، والتي يرى مؤلفو الكتاب أنها على درجة عالية من الوظيفية على الرغم من عدم وجود بنية تحتية بها. يتضمن الكتاب أيضا دراسات حول تأثير عادات التسوق، والنمو السريع للمدن حديثة النشأة سريعة النمو في جنوب الصين.
انتقد الكثيرون كولهاس لسخريته اللاذعة التي تبطن أن الرأسمالية الغربية والعولمة تسهم في تدمير كل ما له علاقة بالثقافة والهوية، التي يمكن تلخيصها في عبارة كولهاس الساخرة «في النهاية، لن يكون هناك شيء يذكر لدينا لنتسوقه». ومع ذلك يرى الكثيرون أن هذه السخرية والتشاؤم يمكن أن تقرأ بوصفها «رؤية واقعية» للتحول الثقافي الذي تشهده مجتمعاتنا، حيث المطارات وحتى المتاحف وربما دور العبادة (بسبب مشاكل التمويل) تعتمد بنفس القدر على تشغيل محال لبيع الهدايا.
و عندما يأتي الأمر لتحويل هذه الأفكار لممارسة عملية، يعمد كولهاس لاعتبار أن عمران المدينة المعاصرة هو ما يجب أن يعطي المباني أشكالها التي يجب أن تأخذ روحها من ثقافة المجتمع المعاصر، ودائما ما تأتي تصميماته تجسيدا حيا لنظرياته ومفاهيمه التي يمكن جمعها تحت مصطلح «ثقافة الازدحام» culture of congestion .
و بينما يمكن فهم أبحاثه عن التسوق كدراسة لمظاهر أنشطة مجتمعنا المعاصر، تتطرق أبحاثه عن المدن الجديدة في الصين لأداء هذه المدن وما هو أبعد من الظواهر، مثلا نجده يحاول تقييم أداء المدن الصينية الجديدة وفق معايير يجتهد في وضعها مثل: الكثافة، الشكل، حجم رؤوس الأموال.
و قد نجد تجسيدا مباشرا لأبحاثه في تصميمه لمبنى مقر التلفزيون المركزي في الصين (2009), لم يلجأ لناطحة السحاب النمطية التي عادة ما ترمز لشموخ مباني المؤسسات الكبيرة، بل لجأ لوضع عناصر المشروع في حلقة مترابطة رأسيا، بشكل يخلق مسارات حركية غير تقليدية.
في عام 2004 افتتح مبنى سفارة هولندا في برلين، ألمانيا، وحصل كولهاس ومكتبه على جائزة Architekturpreis في عام 2003، وجائزة ميز فان دير روه للهندسة المعمارية الأوروبية في عام 2005.

## روابط خارجية
- ريم كولهاس على موقع IMDb (الإنجليزية)
- ريم كولهاس على موقع الموسوعة البريطانية (الإنجليزية)
- ريم كولهاس على موقع مونزينجر (الألمانية)
- ريم كولهاس على موقع ميوزك برينز (الإنجليزية)
- ريم كولهاس على موقع ديسكوغز (الإنجليزية)
- ريم كولهاس على موقع قاعدة بيانات الفيلم (الإنجليزية)